# Cycloppia restata
Cycloppia restata är en kvalsterart som först beskrevs av Aoki 1963.  Cycloppia restata ingår i släktet Cycloppia och familjen Oppiidae. Inga underarter finns listade i Catalogue of Life.